# ألين مورغان
ألين مورغان (بالإنجليزية: Allen Morgan)‏ هو عالم طيور أمريكي، ولد في 12 أغسطس 1925، وتوفي في 13 مايو 1990.